# Типовий вокзал залізниці Київ – Ковель
Для залізниці Київ-Волинський – Ковель, побудованої у 1902 році, архітектори О. С. Кривошеєв і О. Р. Хойнацький розробили типовий проєкт одноповерхової будівлі станції. До сьогодення збереглися будівлі вокзалів: Святошин, Біличі, Ірпінь, Клавдієве, Ірша, Головки, Стремигород, Кремне, Томашгород, Страшів, Тутовичі. 
Також будівлі вокзалів цього проєкту є на станціях Дашівська та Сорока (лінія Оратів - Сорока), Журавлівка (лінія Жмеринка - Вапнярка) та Андрушівка лінії Брівки - Андрушівка.

## Опис
Одноповерхова цегляна тинькована будівля, у плані наближена до прямокутника. Перекриття пласкі по дерев'яних балках, дах багатосхилий. В архітектурному рішенні станції поєднані риси «раціонального цегляного стилю» кінця XIX — початку XX сторіччя й модерну. Оформлення фасадів із відмінними за пропорціями арковими віконними й дверними прорізами розраховано на круговий огляд. Поздовжні фасади розкреслено вертикальними лізенами, тонкими карнизами і підвіконними горизонтальними тягами. Клинчасті перемички вікон акцентовані замковим каменем. Великі звиси покрівлі спираються на встановлені парами фігурні дерев'яні консолі у формах модерну. Фасад з боку колій фланковано двома різновеликими ризалітами, завершеними однаковими трикутними фронтонами з поперечними ригелями та горищними віконцями. Ажурні дерев'яні шпилі, що були на фронтонах (не збереглися), відігравали важливу роль в образному сприйнятті будівлі. Торцеві фасади з центральними входами завершено трапецієподібними фронтонами, форма яких обумовлена наявністю напіввальм. Піддашки фронтонів підтримує оригінальний дерев'яний каркас з аркою посередині, що спирається на консолі. Отвори входів захищено похилими козирками на різьблених дерев'яних бічних опорах.

## Галерея

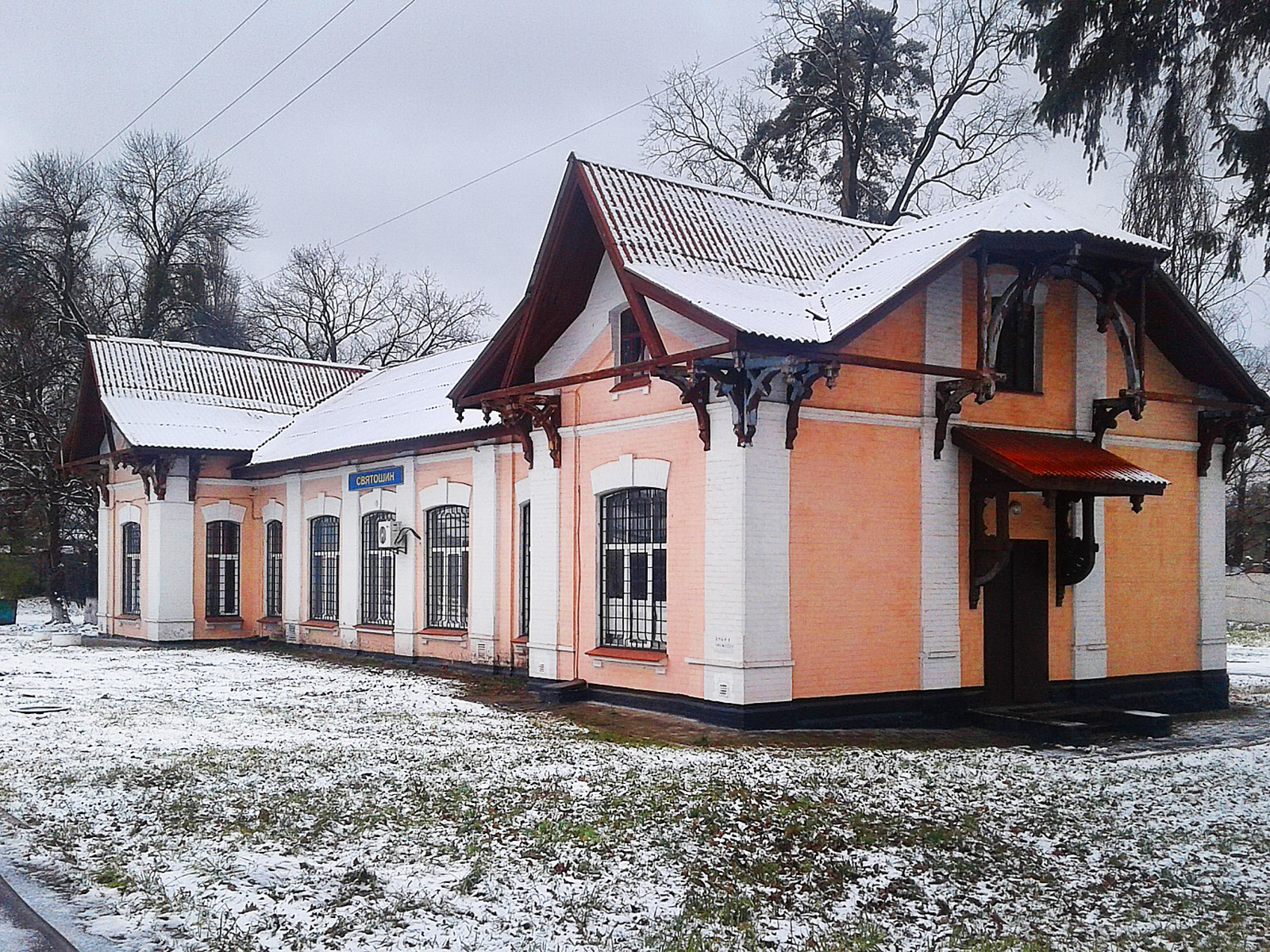
Святошин
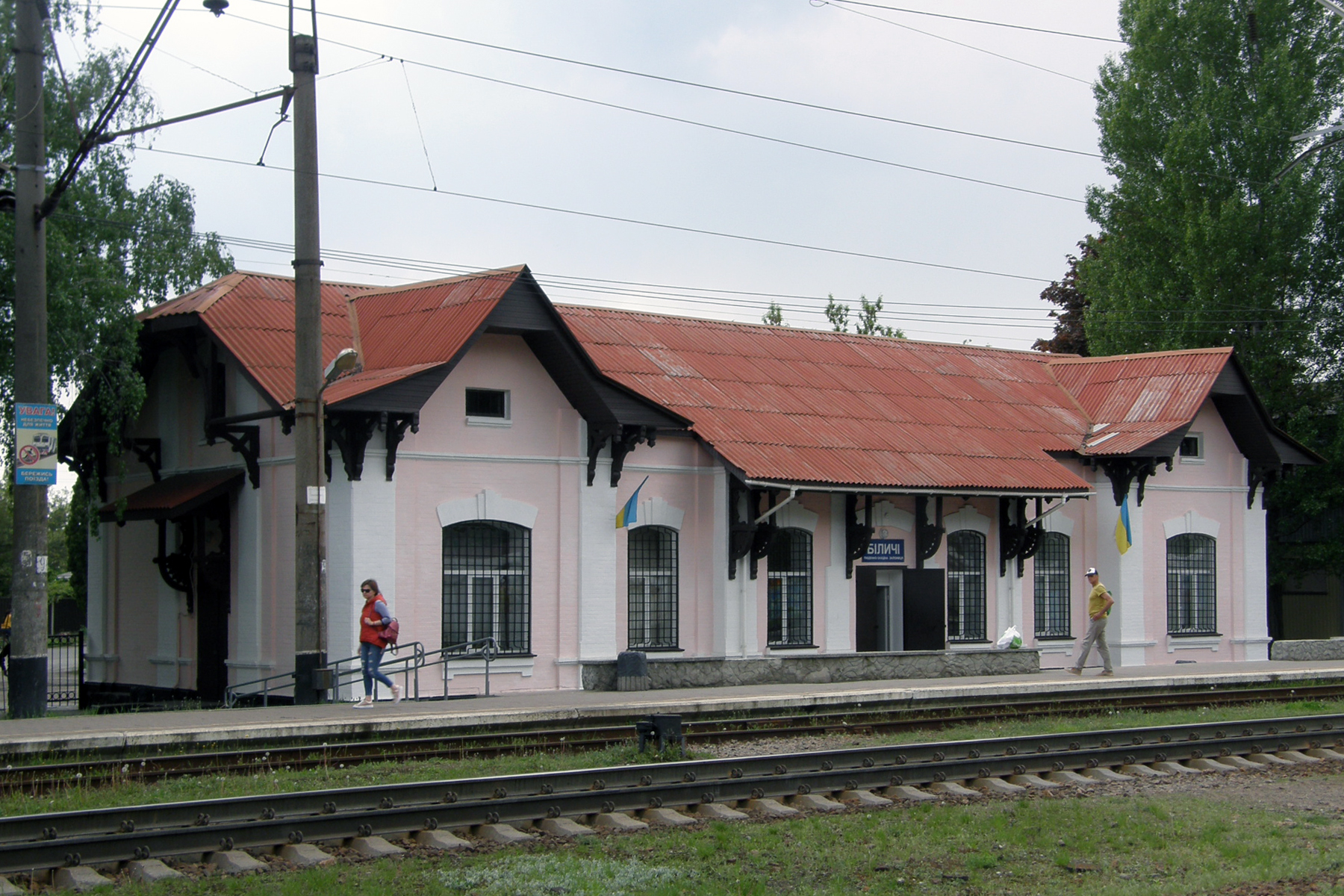
Біличі
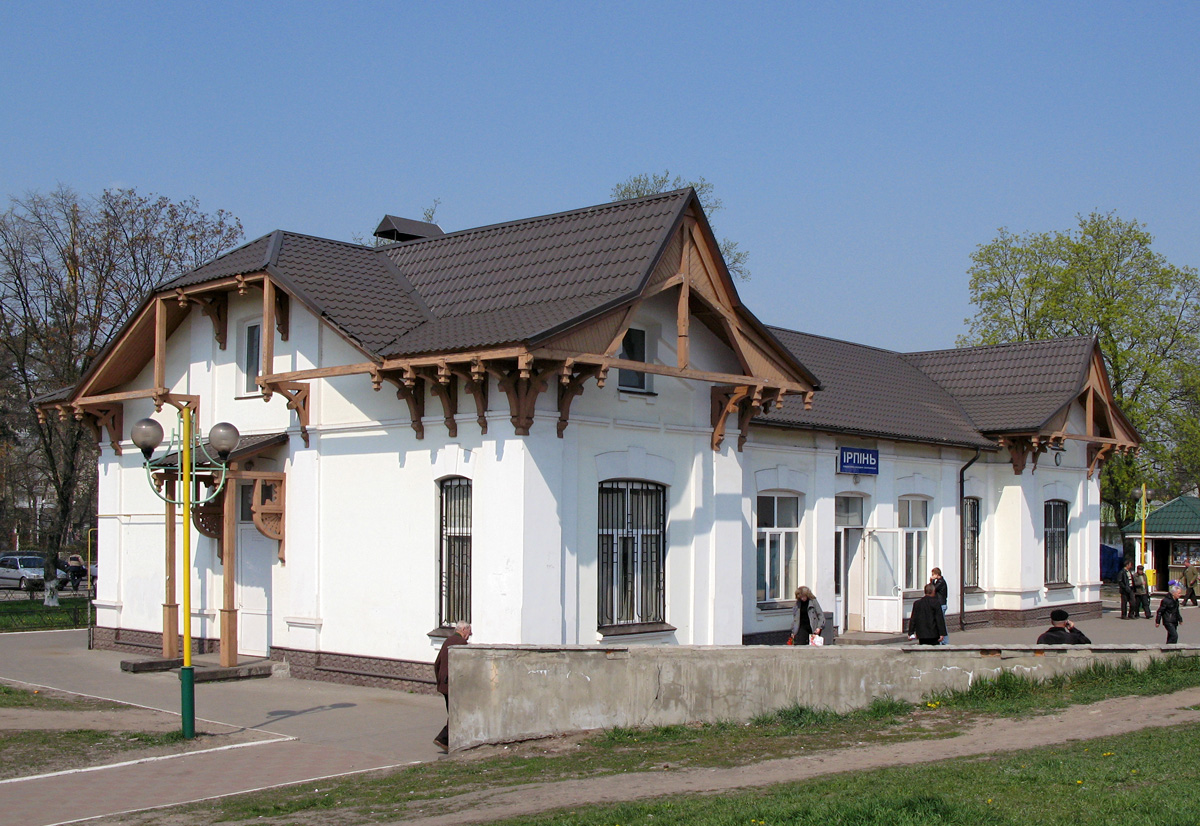
Ірпінь
Клавдієве
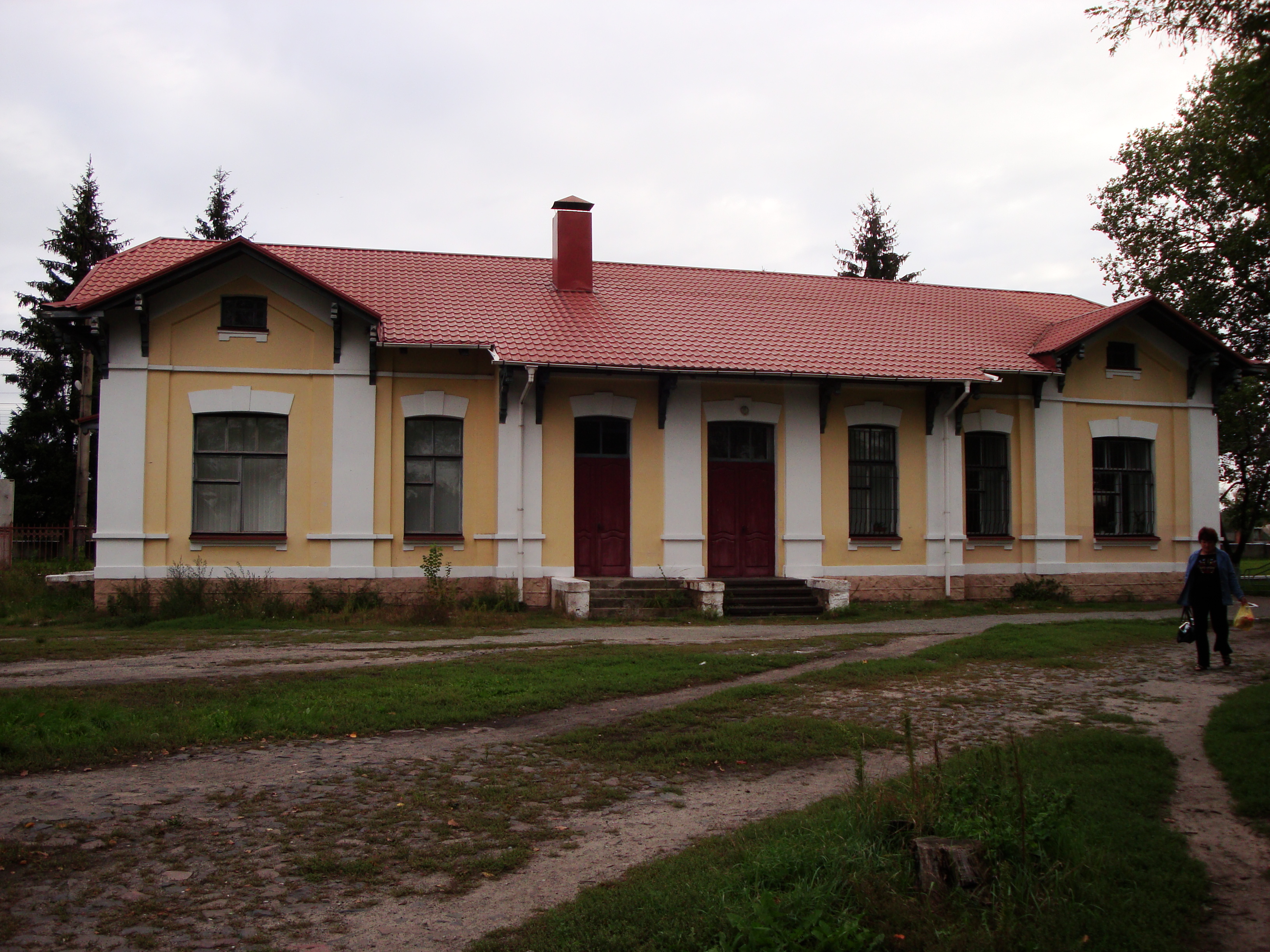
Ірша
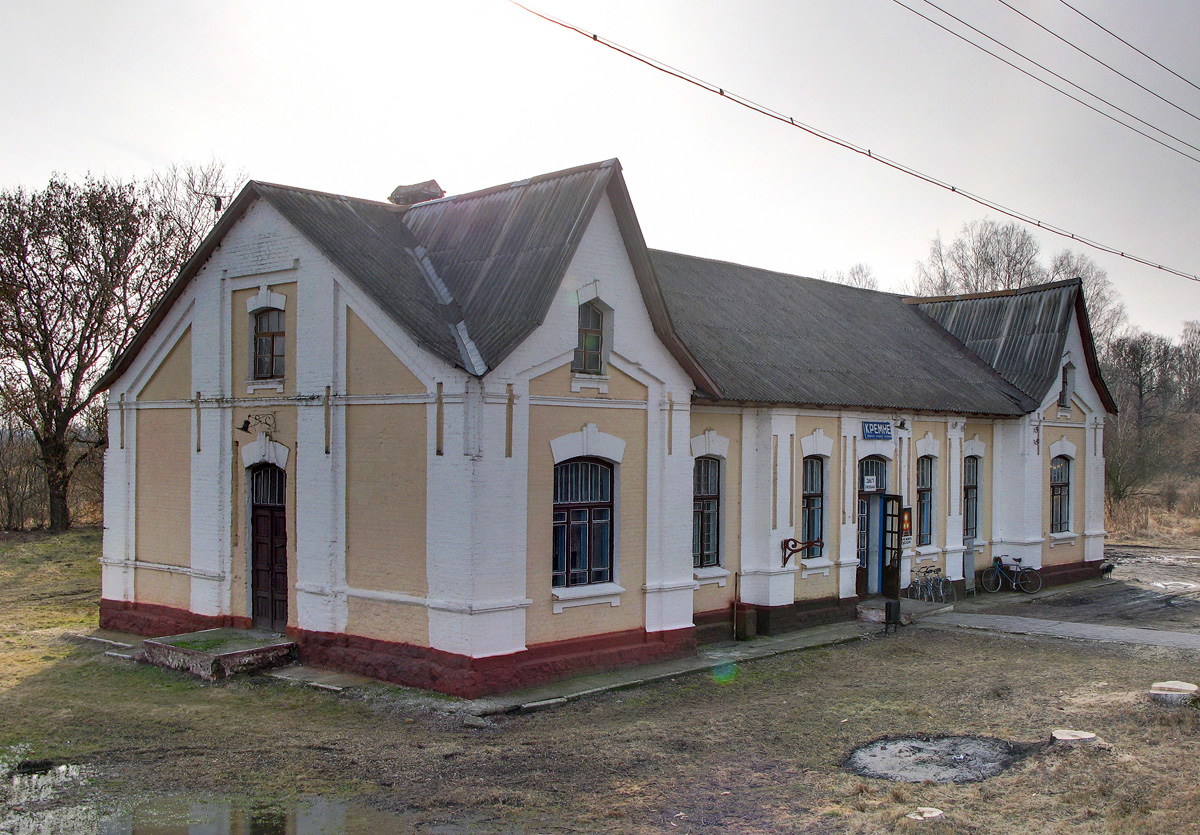
Кремне

### Інші залізниці

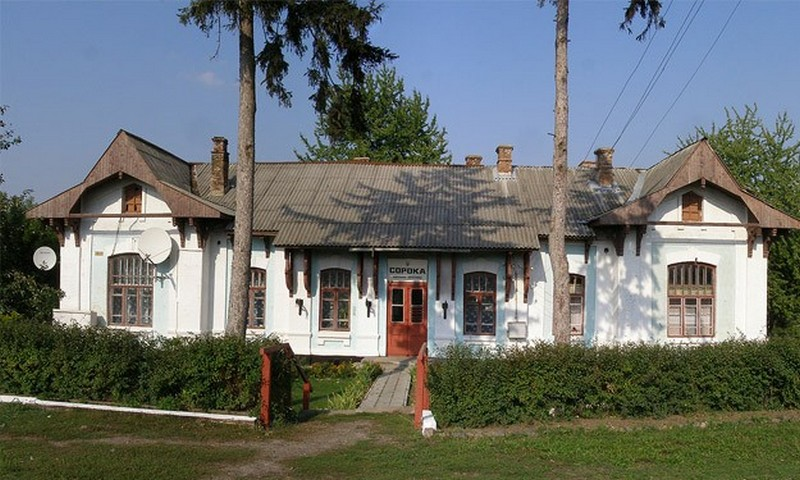
Сорока, 1914
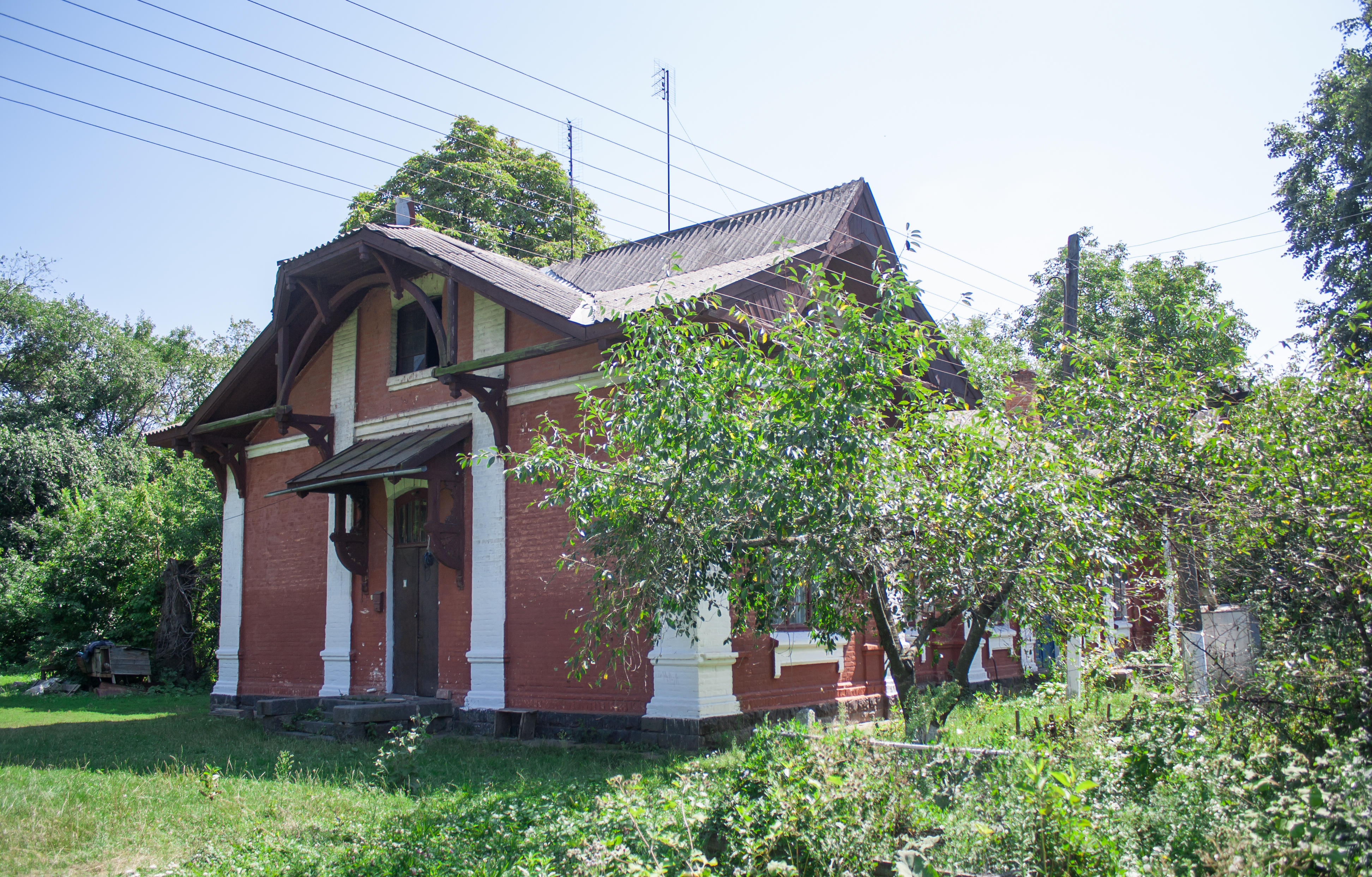
Дашівська, 1914
Андрушівка, 1910-і
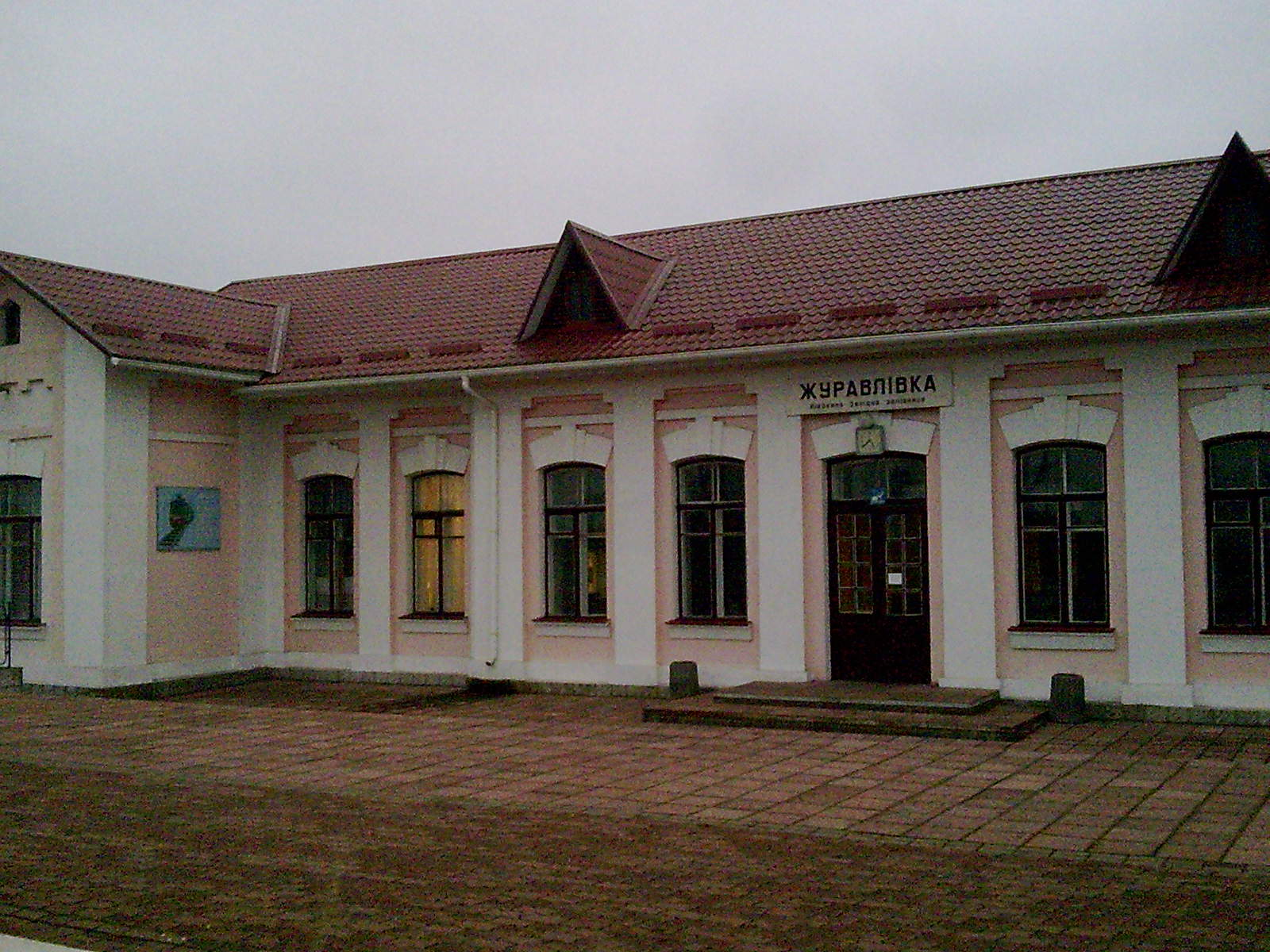
Журавлівка, 1900-і-1910-і (станція з 1876)

## Джерело
Лариса Толочко. 490. Святошин. 490.7. Залізнична станція, 1901 // Звід пам'яток історії та культури України: Київ, книга I / Петро Тронько. — Київ : Українська енциклопедія, 2011. — Т. III: С—Я. — С. 1411. — ISBN 978—966—8138—07—2.